# تاكومي ماسو
تاكومي ماسو (باليابانية: 真瀬 拓海) (مواليد 3 مايو 1998) هو لاعب كرة قدم ياباني.

## طالع أيضًا
- 1998 في اليابان

## وصلات خارجية
- تاكومي ماسو على موقع رابطة كرة القدم اليابانية للمحترفين (اليابانية)
- تاكومي ماسو على موقع قاعدة بيانات كرة القدم.إي يو (الإنجليزية)
- تاكومي ماسو على موقع Soccerway.com (الإنجليزية)
- تاكومي ماسو على موقع عالم كرة القدم.نت (الإنجليزية)